# Калласте, Ристо
Ристо Калласте (эст. Risto Kallaste; 23 февраля 1971, Таллин) — советский и эстонский футболист, защитник. Выступал за национальную сборную Эстонии.

## Биография

### Клубная карьера
Воспитанник СК Октябрьского района Таллина и таллинской футбольной секции «Лывид-Флора», тренеры — Олев Рейм, Роман Убакиви. В 1987 году начал выступать за взрослую команду «Флоры» в первенстве Эстонской ССР. В 1989 году играл во второй лиге СССР в составе таллинского «Спорта».
В 1990—1992 годах выступал во втором дивизионе Швеции за клуб «Гуннильсе» из Гётеборга. В ходе сезона 1992/93 вернулся на родину и в составе «Флоры» стал двукратным чемпионом Эстонии. В 1995 году снова уехал за границу и выступал за датский «Виборг».
В 1996 году приостановил карьеру из-за травмы, три года нигде не играл. В 1999 году перешёл в «Курессааре», с этим клубом вышел из первой лиги в высшую. Затем в течение десяти лет выступал за любительские клубы в низших дивизионах.
Был знаменит исполнением кульбитов при вбросе мяча из-за боковой, считается одним из первых в мире футболистов, исполнявших подобный трюк. Также мог вбросить мяч на очень дальнее расстояние.
В 2010-е годы работает в системе «Флоры» ассистентом главного тренера, тренером юношеской команды.

### Карьера в сборной
Дебютировал в национальной сборной Эстонии 3 июня 1992 года, в первом официальном матче после восстановления независимости, против команды Словении. Последний матч провёл 29 мая 1996 года против сборной Турции. Всего сыграл 36 матчей за сборную, голов не забивал. В трёх матчах в 1994 году был капитаном команды.

## Достижения
- Чемпион Эстонии (2): 1993/94, 1994/95
- Серебряный призёр чемпионата Эстонии (1): 1992/93
- Обладатель Кубка Эстонии (1): 1995

## Личная жизнь
Впервые стал отцом в 17 лет. Старший сын, Кен Калласте (род. 1988) тоже стал футболистом и выступал за сборную Эстонии. От второго брака есть две дочери.